# Helga und Michael
Helga und Michael ist ein deutscher Aufklärungsfilm aus dem Jahre 1968. Ruth Gassmann spielt hier zum zweiten Mal, nach Helga – Vom Werden des menschlichen Lebens (1967), die Titelrolle. Felix Franchy spielt ihren Mann Michael.

## Handlung
Wie schon in „Helga – Vom Werden des menschlichen Lebens“ ist auch dieser Streifen als eine Kombination aus Dokumentar- und Spielfilm gestaltet, und auch hier stehen Fragen von Sexualität und Partnerschaft im Zentrum der Handlung. Wie können Mann und Frau zueinander finden, wenn sie sich selbst noch nicht gefunden und ihre eigenen Bedürfnisse noch nicht wirklich definiert und postuliert haben? Das „Muster“-Paar Helga und Michael hat ein gemeinsames Kind, und es stellt sich die Frage einer vernünftigen Familienplanung bzw. wie sich die jeweiligen Partner in ihren neuen Rollen definieren. Auch wird die Entwicklung des Babys in dieser jungen Ehepartnerschaft von Helga und Michael im Kontext zu einer sich ständig und stetig wandelnden, modernen Gesellschaft skizziert. Im dokumentarischen Teil werden dem jungen Eheglück junge Paare mit Problemen gegenübergestellt, die ihr Heil in der Eheberatung suchen. Wissenschaftlich unterfüttert sollen die gezeigten Geschehnisse mit Auszügen aus den Reporten der Sexualforscher Kinsey und Master/Johnson werden.

## Produktionsnotizen
Helga und Michael entstand nach dem großen Erfolg des ersten Films dieser Trilogie – 1969 sollte Helga und die Männer – Die sexuelle Revolution folgen – Mitte 1968 und wurde am 31. Oktober 1968 uraufgeführt.

## Kritiken
Die FAZ vom 16. Oktober 1968 bemerkte, dass „Helga II“ nicht „für Eltern und ihre Kleinkinderprobleme allein“ gedacht sei. „Die Musterfamilie zieht sich für eine Weile zurück und läßt die Leinwand frei für junge und jüngste Paare. Sie sind fotogen, und ihre Orgie im Schwabinger Fasching ist es noch mehr.“ Genau so stelle sich Klein Mäxchen das flotte Lotterleben vor, während Helga und Michael wieder reife Partnerschaft und erfüllte Liebe im Ehebett zeigen dürften.
Das Lexikon des Internationalen Films fand, den Film zwar als „gut gemeint“ aber zugleich auch als eine „simpel und hölzern geratene Aufklärungslektion.“